# Jobbközép Koalíció
A Jobbközép Koalíció Olaszországban egy 1994 óta változó formációkban létező jobboldali, jobbközép pártokat tömörítő pártszövetség. Akkor született meg, amikor Silvio Berlusconi belépett az országos politikába, megalapítva Forza Italia nevű pártját. Ez a koalíció szerezte a legtöbb mandátumot a 2018 márciusi általános választáson. (De a pártok közül a legjobb eredményt az 5 Csillag Mozgalom érte el, amely nem tartozik ehhez a koalícióhoz.)

## Története

### Előzmények
Az 1990-es évek elejére az ország belpolitikáját második világháború utáni időszak óta domináló jobbközép Kereszténydemokrata Párt súlyos válságba került: a Tangentopoli-ügyekben számos pártpolitikus ellen korrupció miatt nyomozás és büntetőeljárás indult. Az országot akkor már 45 éve meghatározó párt mellett feltörekvőben volt az északi tartományokban népszerű Északi Liga és a hosszú ideig neofasisztának számító Olasz Szociális Mozgalom is mérséklődött és jobbközépre tört. 1993-as helyhatósági választásokon a két jobboldali párt sikeresen szerepelt. A két párt csak regionálisan volt népszerű, az Északi Liga értelemszerűen az északi tartományokban, addig az Olasz Szociális Mozgalom - Nemzeti Szövetség a déli tartományokban szerepelt jól. Hiányzott egy olyan politikai erő, ami a közelgő választásra koalícióba szervezte volna a jobbközép pártokat.

### Szabadság Pólusa
A helyhatósági választások után nyilvánvalóvá vált, hogy ahhoz, hogy a jobboldal megakadályozza a baloldali pártszövetség győzelmét koalícióba kell lépni és egy jobboldali pólust kell létrehozni, amit először Umberto Bossi szorgalmazott 1993. decemberében.
1994. január 11.-én Silvio Berlusconi bejelentette saját tulajdonából álló médiatársaságánál a Mediaset csatornáin, hogy elindul a választáson. Szükségesnek tartotta, hogy az egységes balközép koalíció mellett a jobboldalon is meglegyen a megfelelő koalíció.
Az 1994-es választáson a jobbközép, Berlusconi vezetése alatt, két koalícióval indult. Észak-Olaszországban és Toscanában a Szabadság Pólusa nevű szövetség indult (amelyet főleg a Forza Italia és az Északi Liga alkotott), Közép-Itáliában és délen pedig a Jó Kormány Pólusa. Utóbbi fő alkotói a Forza Italia és a Nemzeti Szövetség voltak. Az Első-Berlusconi kormány csak rövid ideig létezett: 1994. decemberében miután Berlusconi összeveszett a koalíciós partner Északi Liga vezérével Umberto Bossival, úgy ellenzékbe kerültek. Lamberto Dini vezette szakértői kormány vezette az ország az 1996-os választásokig. Dini kormányát kívülről az Északi Liga támogatta.
Az 1996-os választáson változott a felállás, miután 1994 végén az Északi Liga távozott a szövetségből és ők külön indultak külön országos listával Umberto Bossi vezetésével. A koalíció a Szabadság Pólusa nevet vette fel. A koalíció tagja a Forza Italia, Nemzeti Szövetség és a Kereszténydemokrata Közép voltak. A választásokon a baloldali Olajfa koalíció győzött. A Pólus vereségének oka, hogy az északi tartományokban az Északi Liga sok szavazatot vett el a Pólustól. 2000-ben az Északi Liga visszatért.
A 2000-es olaszországi regionális választáson a koalíció elnyerte Liguria, Lazio, Abruzzo, Puglia és Calabria tartományok kormányzóságát.

### Szabadság Háza
A szövetség újra átformálódott a 2001-es választásokra a Szabadság Háza néven, és ez 2008-ig tartott.
A 2001-es választásokon győzelmet aratott a koalíció és Silvio Berlusconi vezetésével létrejött második kormánya, ami 2005-ig kitartott, egyben az első olasz kormány volt 1945 óta amely teljesen kitöltötte a hivatali idejét. A koalíció alkotmányos, munkaügyi, nyugdíj, iskola reformot hozott.
A 2005-ös olaszországi regionális választás súlyos vereséget hozott a jobbközép koalíció számára:  14 tartományban tartottak választást, ahol a regionális kormányzót és a regionális törvényhozás képviselőit választották meg. A hagyományosan jobboldali Venetot és Lombardiat kivéve a többi tartományban mind a Romano Prodi fémjelezte balközép pártszövetésg az Unió győzött. Még a hagyományosan jobboldali Abruzzo, Puglia és Calabria régiók élére is baloldali elnököt választottak meg.

### Szabadság Népe
2008 óta, amikor a Forza Italia és a Nemzeti Szövetség a Szabadság Népe néven egyesült, a koalíciónak nincs külön hivatalos neve.

### Jobbközép koalíció
2013-ban megalapították az új Forza Italia pártot. Ez a 2018-as választáson az Északi Ligával, az Olaszország Fivérei – Nemzeti Szövetséggel és a Mi és Olaszország nevű középjobb szövetséggel koalícióban indult. A koalíció legerősebb pártjának meglepetésre nem a Forza Italia, hanem az Északi Liga bizonyult.

### Olaszok Koalíciója
2019-ben Silvio Belrusconi kinevezte Matteo Salvinit a koalíció vezetőjének. Matteo Salvini átnevezte a Jobbközép koalíciót Olaszok Koalíciója névre.

## Választási koalíciók

### 1994
1994-es választáson két szövetség is működött. Az egyik szövetség A Szabadság Pólusa az észak-olasz régiókban és Toszkánában indult:
| Párt | Párt                            | Ideológiája                | Elnöke                 |
| ---- | ------------------------------- | -------------------------- | ---------------------- |
|      | Forza Italia (FI)               | Liberális konzervativizmus | Silvio Berlusconi      |
|      | Északi Liga (LN)                | Regionalizmus              | Umberto Bossi          |
|      | Kereszténydemokrata Közép (CCD) | Kereszténydemokrácia       | Pier Ferdinando Casini |
|      | Centrum Uniója (UdC)            | Liberalizmus               | Raffaele Costa         |

A másik szövetség a Jó Kormány Pólusa volt, amely Abruzzo, Umbria, Marche régiókban és az attól délre levő összes régióban indult.  Pugliaban számos mérsékelt jobboldali szavazott inkább a Nemzeti Szövetség jelöltjére, mert a Forza Italia nem tudott jelöltet állítani. Ennek köszönhetően 27,5%-os eredményt értek el a régióban, ami a párt legjobb eredménye volt országosan. 
| Párt | Párt                            | Ideológiája                | Elnöke                 |
| ---- | ------------------------------- | -------------------------- | ---------------------- |
|      | Forza Italia (FI)               | Liberális konzervativizmus | Silvio Berlusconi      |
|      | Nemzeti Szövetség (AN)          | Nemzeti konzervativizmus   | Gianfranco Fini        |
|      | Kereszténydemokrata Közép (CCD) | Kereszténydemokrácia       | Pier Ferdinando Casini |
|      | Centrum Uniója (UdC)            | Liberalizmus               | Raffaele Costa         |
|      | Liberális Demokrata Pólus (PLD) | Liberalizmus               | Adriano Teso           |
|      | Pannella Listája (LP)           | Liberalizmus               | Marco Pannella         |

## Választási eredmények

### Olasz Parlament
| Képviselőház  |                  |              |                    |     |                   |
| Választás éve | Szavazatok száma | Szavazatok % | Elnyert mandátumok | +/− | Listavezető       |
| 1994          | 17,947,445       | 46,4         | 366 / 630          | –   | Silvio Berlusconi |
| 1996          | 16,475,191       | 44,0         | 246 / 630          | 120 | Silvio Berlusconi |
| 2001          | 18,569,126       | 50,0         | 368 / 630          | 122 | Silvio Berlusconi |
| 2006          | 18,995,697       | 49,7         | 281 / 630          | 87  | Silvio Berlusconi |
| 2008          | 17,064,506       | 46,8         | 344 / 630          | 43  | Silvio Berlusconi |
| 2013          | 9,923,109        | 29,2         | 126 / 630          | 218 | Silvio Berlusconi |
| 2018          | 12,152,345       | 37,0         | 265 / 630          | 139 | Matteo Salvini    |
| 2022          | 12,300,244       | 43,79        | 237 / 400          | 28  | Giorgia Meloni    |

## Fordítás
Ez a szócikk részben vagy egészben  a   Centre-right coalition című angol Wikipédia-szócikk ezen változatának fordításán alapul.  Az eredeti cikk szerkesztőit annak laptörténete sorolja fel. Ez a jelzés csupán a megfogalmazás eredetét és a szerzői jogokat jelzi, nem szolgál a cikkben szereplő információk forrásmegjelöléseként.
Ez a szócikk részben vagy egészben  a   Centro-destra in Italia című olasz Wikipédia-szócikk ezen változatának fordításán alapul.  Az eredeti cikk szerkesztőit annak laptörténete sorolja fel. Ez a jelzés csupán a megfogalmazás eredetét és a szerzői jogokat jelzi, nem szolgál a cikkben szereplő információk forrásmegjelöléseként.